# Lingüística
La lingüística (del francés linguistique; este de linguiste ‘lingüista’ y aquel del latín lingua ‘lengua’) es el estudio científico del origen, la evolución y la estructura del lenguaje, a fin de deducir las leyes que rigen las lenguas (antiguas y modernas). Así, la lingüística estudia las estructuras fundamentales del lenguaje humano, sus variaciones a través de todas las familias de lenguas (las cuales también identifica y clasifica), y las condiciones que hacen posible la comprensión y la comunicación por medio de la lengua natural (esto último es particularmente cierto en el enfoque generativista).
Si bien la gramática es un estudio antiguo, el enfoque no tradicional de la lingüística moderna tiene varias fuentes. Una de las más importantes la constituyen los Neogrammatiker, que inauguraron la lingüística histórica e introdujeron la noción de ley en el contexto de la lingüística y que en particular formularon diversas leyes fonéticas para representar el cambio lingüístico. Otro punto importante son los términos de sincronía, diacronía y las nociones estructuralistas popularizadas por el trabajo de Ferdinand de Saussure y el Cours de linguistique générale (inspirado en sus lecciones). El siglo XX se considera, a partir del estructuralismo derivado de los trabajos de Saussure, el «punto de arranque» de la lingüística moderna. A partir de esa época parece haberse generalizado el uso de la palabra «lingüística». La palabra «lingüista» se localiza por primera vez en la página 1 del tomo I de la obra Choix des poésies des troubadours, escrita en 1816 por Raynouard.

## Objetivo

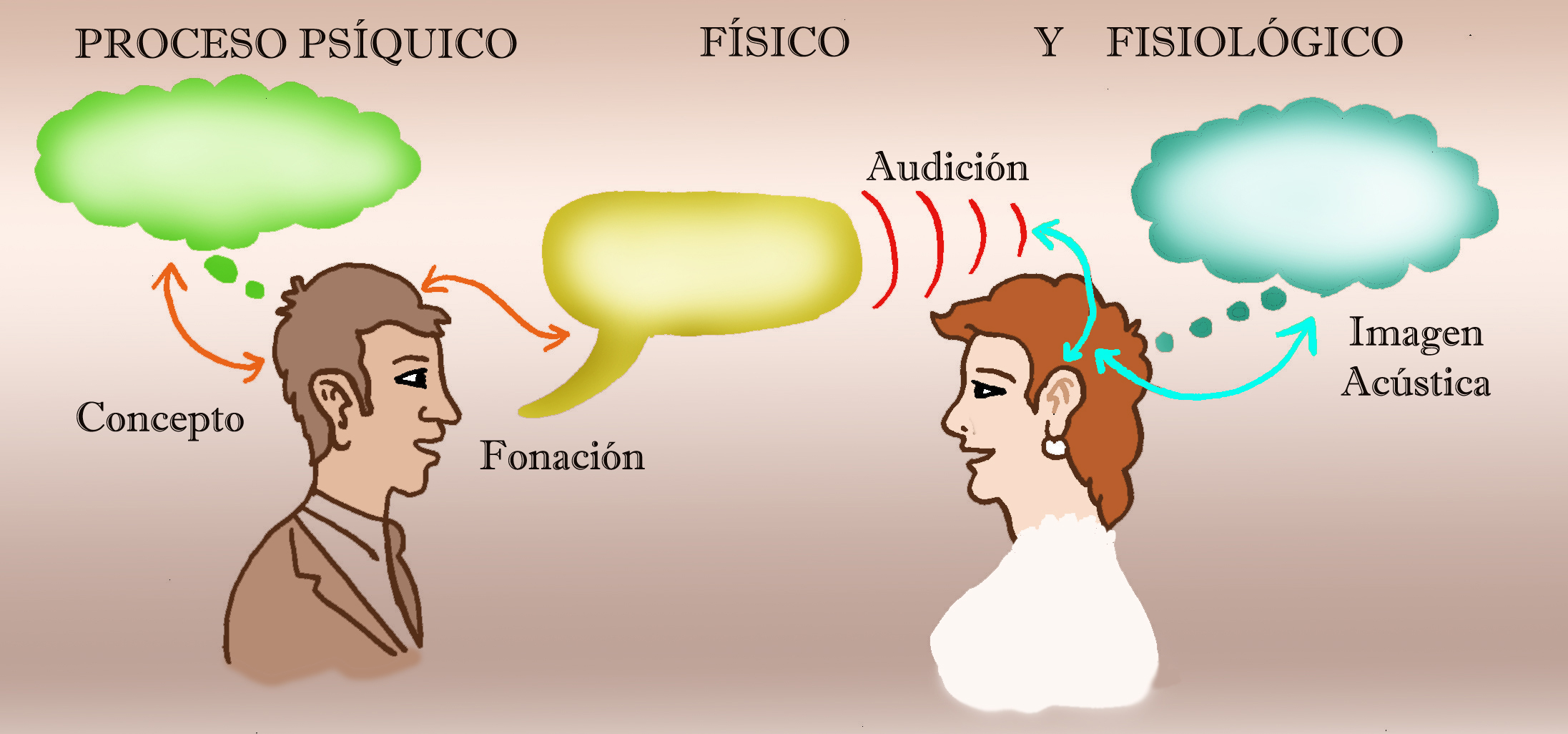
Componentes y proceso del habla según los conceptos de Ferdinand de Saussure.

El objetivo de la lingüística teórica es la construcción de una teoría general de la estructura de las lenguas naturales y del sistema cognitivo que la hace posible, es decir, las representaciones mentales abstractas que hace un hablante y que le permiten hacer uso del lenguaje.
El objetivo es describir las lenguas caracterizando el conocimiento tácito que los hablantes tienen de ellas y determinar cómo las adquieren estos. Ha existido cierta discusión sobre si la lingüística debe considerarse una ciencia social o más bien parte de la psicología. En las ciencias sociales la conciencia de los participantes es parte esencial en el proceso; sin embargo, la conciencia de los hablantes no parece desempeñar ningún papel relevante ni en el cambio lingüístico, ni en la estructura de las lenguas. Aunque ciertamente la conciencia del hablante sí tiene un papel en áreas incluidas normalmente dentro de la lingüística, como la sociolingüística o la psicolingüística, esas dos áreas no son el núcleo principal de la lingüística teórica sino disciplinas que estudian aspectos colaterales del uso del lenguaje.
El objetivo de la lingüística aplicada es el estudio de la adquisición del lenguaje y la aplicación del estudio científico de la lengua a una variedad de tareas básicas como la elaboración de métodos mejorados de enseñanza de idiomas. Existe un considerable debate sobre si la lingüística es una ciencia social, ya que solo los seres humanos usan las lenguas, o una ciencia natural porque, aunque es usada por los seres humanos, la intención de los hablantes no desempeña un papel importante en la evolución histórica de las lenguas ya que usan las estructuras lingüísticas de manera inconsciente. Esto fue estudiado por F. de Saussure, quien llegó a la conclusión de que los cambios de una lengua se producen arbitrariamente por variaciones involuntarias que realiza el sujeto, y que la lengua varía en la historia. Por eso plantea que el estudio de la lengua debe realizarse diacrónica y sincrónicamente. En consecuencia, Saussure deja a un lado la historia de las lenguas y las estudia sincrónicamente, en un momento dado del tiempo. En particular, Noam Chomsky señala que la lingüística debe ser considerada parte del ámbito de la ciencia cognitiva o la psicología humana, ya que la lingüística tiene más que ver con el funcionamiento del cerebro humano y su desarrollo evolutivo que con la organización social o las instituciones, que son el objeto de estudio de las ciencias sociales.
Para situar el ámbito o el objetivo de una investigación lingüística, el campo puede dividirse en la práctica según tres dicotomías importantes:
- Lingüística teórica frente a lingüística con fines prácticos, cuyas diferencias se han señalado un poco más arriba.
- Lingüística sincrónica frente a lingüística diacrónica. Una descripción sincrónica de una lengua describe la lengua tal y como es en un momento dado; una descripción diacrónica se ocupa del desarrollo histórico de esa lengua y de los cambios estructurales que han tenido lugar en ella. Aunque en sus inicios científicos la lingüística del siglo XIX se interesó ante todo por el cambio lingüístico y la evolución de las lenguas a través del tiempo, el enfoque moderno se centra en explicar cómo funcionan las lenguas en un punto dado en el tiempo y cómo los hablantes son capaces de entenderlas y procesarlas mentalmente.
- Microlingüística frente a macrolingüística. La primera se refiere a un punto de vista más restringido en el ámbito de la lingüística, y el segundo a uno más amplio. Desde el punto de vista microlingüístico, las lenguas deben analizarse en provecho propio y sin referencia a su función social, ni a la manera en que son adquiridas por los niños, ni a los mecanismos psicológicos que subyacen en la producción y en la recepción del habla, ni a la función estética o comunicativa del lenguaje, etc. En contraste, la macrolingüística abarca todos estos aspectos de la lengua. Varias áreas de la macrolingüística han tenido un reconocimiento terminológico como, por ejemplo, la psicolingüística, la sociolingüística, la lingüística antropológica, la dialectología, la lingüística matemática, la lingüística computacional y la estilística.

## Historia

### Lingüística precientífica
La ciencia que se ha constituido en torno de los hechos del lenguaje ha pasado por tres fases sucesivas antes de adoptar el enfoque moderno actual.
Se comenzó por organizar lo que se llamaba la gramática. Este estudio, inaugurado por los griegos y continuado especialmente por los franceses, estaba fundado en la lógica y desprovisto de toda visión científica, y no se interesaba por la lengua misma. Lo que la gramática se proponía era únicamente dar reglas para distinguir las formas correctas de las formas incorrectas; se trataba de una disciplina normativa, muy alejada de la pura observación, y su punto de vista era, por lo tanto, necesariamente reducido.
Después apareció la filología. Ya en Alejandría existía una escuela filológica, pero este término se asocia sobre todo con el movimiento científico creado por Friedrich August Wolf, a partir de 1777, que continúa hasta nuestros días. La lengua no es el único objeto de la filología, que quiere sobre todo fijar, interpretar, comentar los textos. Este primer estudio lleva también a la historia literaria, de las costumbres, de las instituciones, etc.; en todas partes usa el método que le es propio, que es la crítica. Si aborda cuestiones lingüísticas, es sobre todo para comparar textos de diferentes épocas, para determinar la lengua particular de cada autor, para descifrar y explicar inscripciones redactadas en una lengua arcaica u oscura. Sin duda estas investigaciones son las que prepararon la lingüística histórica: los trabajos de Ritschl sobre Plauto pueden ya llamarse lingüísticos, pero, en ese terreno, la crítica filológica falla en un punto: en que se atiene demasiado servilmente a la lengua escrita, y olvida la lengua viva. Por lo demás, la antigüedad grecolatina es la que la absorbe casi por entero.
El tercer período comenzó cuando se descubrió que las lenguas podían compararse entre sí. Este fue el origen de la filología comparada o gramática comparativa. En 1816, en una obra titulada Sistema de la conjugación del sánscrito, Franz Bopp estudió las relaciones que unen el sánscrito con el germánico, el griego, el latín, etc. y comprendió que las relaciones entre lenguas parientes podían convertirse en una ciencia autónoma. Pero esta escuela, con haber tenido el mérito indisputable de abrir un campo nuevo y fecundo, no llegó a constituir la verdadera ciencia lingüística. Nunca se preocupó por determinar la naturaleza de su objeto de estudio. Y, sin tal operación elemental, una ciencia es incapaz de procurarse un método. (Fragmento del capítulo I "Ojeada a la historia de la lingüística" de la Introducción del Curso de lingüística general. Ferdinand de Saussure)

### Lingüística científica

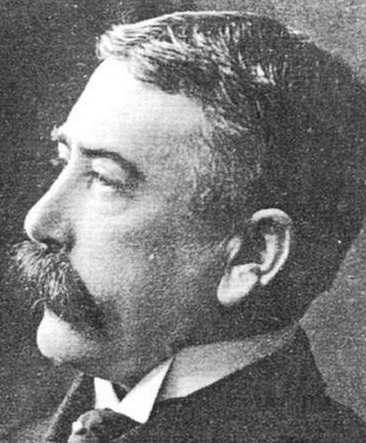
Ferdinand de Saussure, lingüista suizo del, que inspiró un enfoque científico de la lingüística.

La lingüística moderna tiene su comienzo en el siglo XIX con las actividades de los conocidos como neogramáticos que, gracias al descubrimiento del sánscrito, pudieron comparar las lenguas y reconstruir una supuesta lengua original, el idioma protoindoeuropeo. Esto animó a los lingüistas a crear una ciencia positiva en la que incluso se llegó a hablar de leyes fonéticas para el cambio lingüístico.
No será, sin embargo, hasta la publicación del Curso de lingüística general (1916), compuesto por apuntes que alumnos tomaron en el curso dictado por el suizo Ferdinand de Saussure, cuando se convierte la lingüística en una ciencia integrada a una disciplina más amplia, la semiología, que a su vez forma parte de la psicología social, y defina su objeto de estudio. La distinción entre lengua (el sistema) y habla (el uso) y la definición de signo lingüístico (significado y significante) han sido fundamentales para el desarrollo posterior de la nueva ciencia. Sin embargo, su perspectiva —conocida como estructuralista y que podemos calificar, por oposición a corrientes posteriores, como de corte empirista— será puesta en cuestión en el momento en que ya había dado la mayor parte de sus frutos y, por lo tanto, sus limitaciones quedaban más de relieve.

### Enfoque estructuralista estadounidense

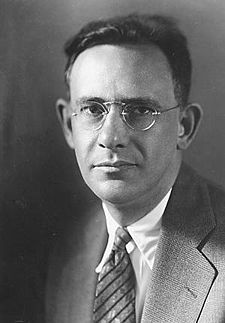
Edward Sapir

Tras el estallido de la Primera Guerra Mundial, la falta de comunicación entre continentes imposibilitó un trabajo lingüístico colaborativo y en consonancia con los mismos objetivos. Los lingüistas y antropólogos estadounidenses decidieron entonces focalizarse en la realidad lingüística de las comunidades aborígenes locales ágrafas, cuyas lenguas estaban desapareciendo. Así, expertos como Bloomfield, Boas o Sapir intentaron redefinir el enfoque sobre el lenguaje Archivado el 18 de septiembre de 2020 en Wayback Machine., orientado a su relación con el mundo; a esto denominaron "relativismo lingüístico".

### Enfoques más recientes

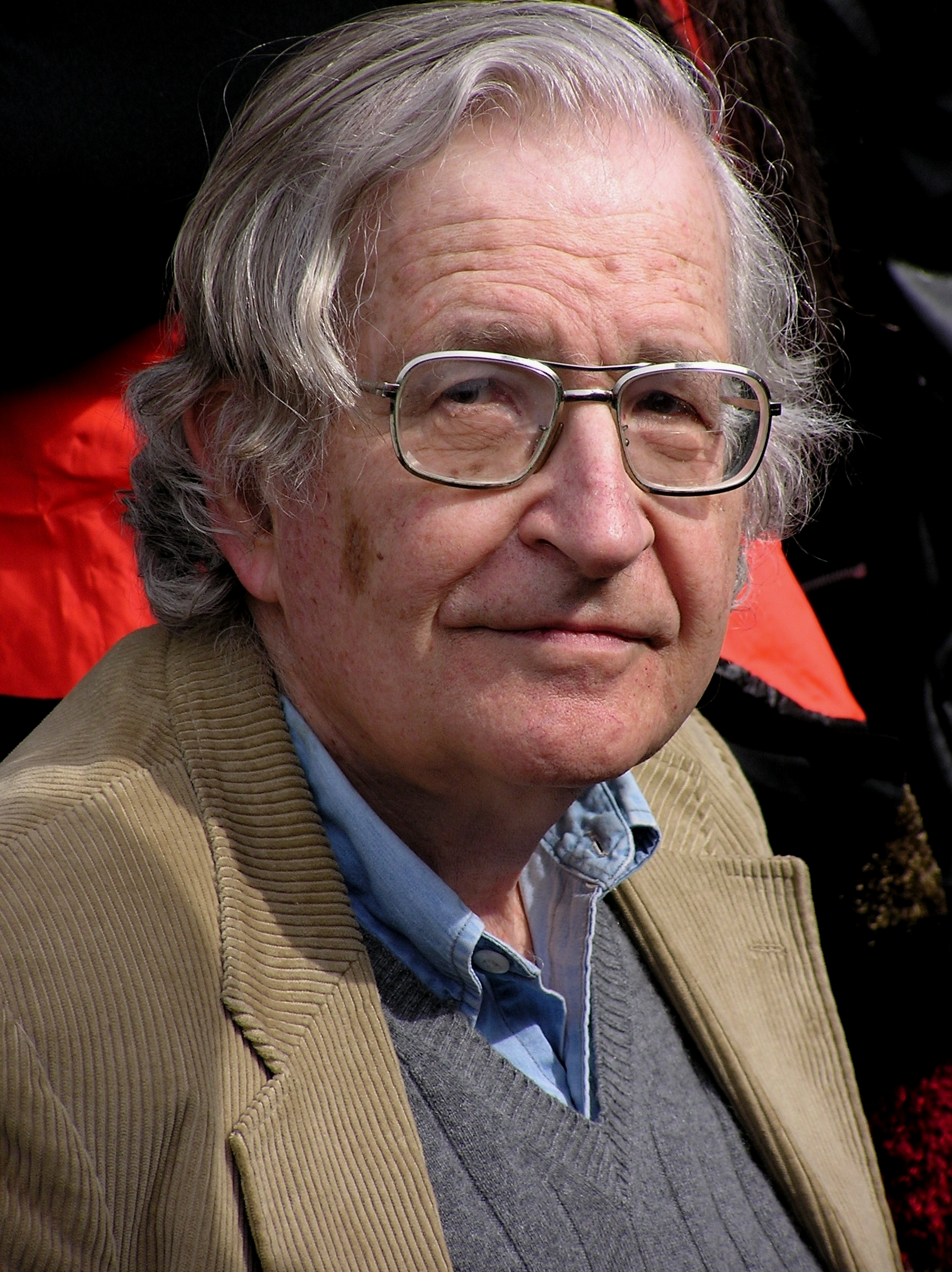
Noam Chomsky, lingüista estadounidense, fundador de la gramática generativa, paradigma dominante en la lingüística moderna en la segunda mitad del.

En el siglo XX el lingüista estadounidense Noam Chomsky creó la corriente conocida como generativismo. Con la idea de solventar las limitaciones explicativas de la perspectiva estructuralista, se produjo un desplazamiento del centro de atención que pasó de ser la lengua como sistema (la langue saussuriana) a la lengua como proceso de la mente del hablante, la capacidad innata (genética) para adquirir y usar una lengua, la competencia. Toda propuesta de modelo lingüístico debe, pues —según la escuela generativista—, adecuarse al problema global del estudio de la mente humana, lo que lleva a buscar siempre el realismo mental de lo que se propone; por eso al generativismo se le ha descrito como una escuela mentalista o racionalista. En esta perspectiva la lingüística es considerada como una parte de la psicología o más exactamente la ciencia cognitiva.
Tanto la escuela chomskiana como la saussureana se plantean como objetivo la descripción y explicación de la lengua como un sistema autónomo, aislado. Chocan así —ambas por igual— con una escuela que toma fuerza a finales del siglo XX y que es conocida como funcionalista. Por oposición a ella, las escuelas tradicionales chomskiana y saussuriana reciben conjuntamente el nombre de formalistas. Los autores funcionalistas —algunos de los cuales proceden de la antropología o la sociología— consideran que el lenguaje no puede ser estudiado de forma autónoma descartando el "uso" del lenguaje. La figura más relevante dentro de esta corriente tal vez sea el lingüista neerlandés Simon C. Dik, autor del libro Functional Grammar. Esta posición funcionalista acerca la lingüística al ámbito de lo social, dando importancia a la pragmática, al cambio y a la variación lingüística.
La escuela generativista y la funcionalista han configurado el panorama de la lingüística actual: de ellas y de sus mezclas arrancan prácticamente todas las corrientes de la lingüística contemporánea. Tanto el generativismo como el funcionalismo persiguen explicar la naturaleza del lenguaje, no solo la descripción de las estructuras lingüísticas.

## Niveles de estudio
Nos podemos aproximar al estudio de la lengua en sus diferentes niveles, por un lado, como sistema, atendiendo a las reglas que la configuran como código lingüístico, es decir, lo que tradicionalmente se conoce como gramática y, por otro lado, como instrumento para la interacción comunicativa, desde disciplinas como la pragmática y la lingüística textual.
Desde el punto de vista de la lengua como sistema, los niveles de indagación y formalización lingüísticas que convencionalmente se distinguen son:
- Nivel fonético-fonológico, que comprende:
  - Fonología: estudio de los fonemas de una lengua. Los fonemas son abstracciones de los sonidos de una lengua, que son los componentes mínimos con base en los que se construye lo demás.
  - Fonética: estudio de la realización alofónica individual de dichos fonemas. Los fonos son sonidos del habla, realizaciones diferenciadas de un mismo fonema.
  - Aunque no son campos estrictamente lingüísticos, ya que intervienen factores culturales e históricos, también se suele considerar dentro de este nivel el estudio la Grafémica, la Ortología y la Ortografía.
- Nivel morfosintáctico, que comprende:
  - Morfología: estudio de la mínima unidad con significado (el morfema), la palabra y los mecanismos de formación y creación de palabras.
  - Sintaxis: estudio de la combinatoria sintagmática, en dos niveles: el suboracional, que corresponde al propio de los llamados sintagmas, y el oracional,que estudia las relaciones específicas sintagmáticas de los signos lingüísticos que conforman, a su vez, el signo lingüístico gramatical superior del sistema de la lengua.
- Nivel léxico, que comprende:
  - Lexicología: estudio de las palabras de una lengua, su organización y sus significados.
  - Lexicografía: se ocupa de los principios teóricos en que se basa la composición de diccionarios.
  - Fraseología: estudio de las frases de discurso repetido (locuciones, fórmulas rutinarias, colocaciones) de una lengua, su organización y sus significados.
  - Paremiología: estudio de las paremias (refranes y proverbios) de una lengua, su organización y sus significados.
- Nivel semántico, que, aun no siendo propiamente un nivel, puesto que afecta a todos, excepto al fonético-fonológico (en realidad el fonológico sí tiene contenido semántico; véase "pares mínimos") comprende:
  - Semántica: estudio del significado de los signos lingüísticos.

Desde el punto de vista del habla, como acción, se destaca:
- Texto: unidad superior de comunicación.
- Pragmática: estudia la enunciación y el enunciado, la deixis, las modalidades, los actos de habla, la presuposición, la estructura informativa del enunciado, el análisis del discurso, el diálogo y la lingüística textual.

Dependiendo del enfoque, varían el método y los componentes de análisis, que son distintos, por poner un ejemplo, para la escuela generativista y para la escuela funcionalista; por tanto no todos estos componentes son estudiados por ambas corrientes, sino que una se centra en algunos de ellos, y la otra en otros. Del estudio teórico del lenguaje se encarga la Lingüística general o teoría de la lingüística, que se ocupa de métodos de investigación y de cuestiones comunes a las diversas lenguas.

### Escuelas lingüísticas

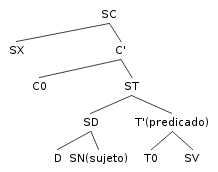
Esquema usado en el enfoque generativista para la estructura de una oración modelizada como sintagma de tiempo con la estructura ampliada para el complementador.

El tipo de problema considerado central y más importante en cada etapa del estudio de la lingüística moderna ha ido cambiando desde la lingüística histórica (nacida de los estudios de las etimologías y la filología comparativa) hasta el estudio de la estructura sintáctica, pasando por la dialectología, la sociolingüística. La siguiente lista enumera algunas de las principales escuelas en orden cronológico de aparición:
- Neogramáticos (siglo XIX)
- Estructuralismo (primera mitad del siglo XX)
  - Círculo Lingüístico de Praga
  - Escuela de Copenhague o Glosemática
  - Estructuralismo lingüístico americano (Franz Boas, Edward Sapir, B.L. Whorf)
  - Estructuralismo lingüístico (Leonard Bloomfield, Bernard Bloch, Zellig Harris, Charles F. Hockett)
    - Distribucionalismo
    - Tagmémica (K. L. Pike, R. E. Longacre)
    - Gramática estratificacional (Sydney Lamb)
- Gramática generativa transformacional (Noam Chomsky) (segunda mitad del siglo XX)
  - Principios y parámetros (años 1980)
  - Rección y ligamiento (años 1980)
  - Programa minimista (1990-presente)
- Gramática sistémico funcional (Michael Halliday) (segunda mitad del siglo XX)
- Funcionalismo lingüístico (André Martinet) (segunda mitad del siglo XX-presente)
- Teoría de la optimidad (1993-presente)

#### Lingüística humanística
El principio fundamental de la lingüística humanística es que el lenguaje es una invención creada por personas. Una tradición semiótica de investigación lingüística considera al lenguaje como un sistema de signos que surge de la interacción del significado y la forma. La organización de los niveles lingüísticos se considera computacional. La lingüística se considera esencialmente relacionada con los estudios sociales y culturales porque los diferentes idiomas son moldeados en la interacción social por la comunidad de habla. Los marcos que representan la visión humanista del lenguaje incluyen la lingüística estructural, entre otros.
El análisis estructural significa diseccionar cada nivel lingüístico: fonético, morfológico, sintáctico y discursivo, hasta las unidades más pequeñas. Estos se recopilan en inventarios (por ejemplo, fonemas, morfemas, clases léxicas, tipos de frases) para estudiar su interconexión dentro de una jerarquía de estructuras y capas. El análisis funcional agrega al análisis estructural la asignación de roles semánticos y otros roles funcionales que cada unidad puede tener. Por ejemplo, un sintagma nominal puede funcionar como sujeto u objeto de la oración; o el agente o el paciente..
La lingüística funcional, o gramática funcional, es una rama de la lingüística estructural. En la referencia humanista, los términos estructuralismo y funcionalismo se relacionan con su significado en otras ciencias humanas. La diferencia entre el estructuralismo formal y funcional radica en la forma en que los dos enfoques explican por qué los lenguajes tienen las propiedades que tienen. La explicación funcional implica la idea de que el lenguaje es una herramienta para la comunicación, o que la comunicación es la función principal del lenguaje. En consecuencia, las formas lingüísticas se explican apelando a su valor funcional o utilidad. Otros enfoques estructuralistas adoptan la perspectiva de que la forma se deriva de los mecanismos internos del sistema lingüístico bilateral y multicapa.

#### Lingüística biológica
Enfoques como la lingüística cognitiva y la gramática generativa estudian la cognición lingüística con miras a descubrir los fundamentos biológicos del lenguaje. En la gramática generativa, se entiende que estos fundamentos incluyen el conocimiento gramatical innato de dominio específico. Por tanto, una de las preocupaciones centrales del enfoque es descubrir qué aspectos del conocimiento lingüístico son innatos y cuáles no.
La Lingüística Cognitiva, por el contrario, rechaza la noción de gramática innata y estudia cómo la mente humana crea construcciones lingüísticas a partir de esquemas de eventos, y el impacto de las limitaciones y sesgos cognitivos en el lenguaje humano. De manera similar a la programación neurolingüística, el lenguaje se aborda a través de los sentidos. Los lingüistas cognitivos estudian la encarnación del conocimiento buscando expresiones que se relacionen con esquemas modales..
Un enfoque estrechamente relacionado es la lingüística evolutiva, que incluye el estudio de unidades lingüísticas como replicadores culturales. Es posible estudiar cómo el lenguaje se replica y se adapta a la mente del individuo o de la comunidad de habla. La gramática de la construcción es un marco que aplica el concepto de meme al estudio de la sintaxis.
El enfoque generativo versus el enfoque evolutivo a veces se denominan formalismo y funcionalismo, respectivamente. Sin embargo, esta referencia es diferente del uso de los términos en las ciencias humanas.

### Estudios interdisciplinarios de la lingüística
- Adquisición del lenguaje
- Antropología lingüística
- Criptoanálisis
- Desciframiento
- Escritura
- Estilística
- Filosofía del lenguaje
- Lingüística antropológica
- Lingüística aplicada
- Lingüística cuantitativa
- Lingüística computacional
- Lingüística de corpus
- Lingüística evolutiva
- Lingüística forense
- Lingüística histórica o comparada
- Neurolingüística
- Pragmática
- Psicolingüística
- Sociolingüística
- Uso del lenguaje

### Temas de estudio lingüístico
- Hablantes individuales, comunidades de hablantes y lingüística universal
- Descripción y prescripción
- Lengua hablada o lengua escrita
- Diacronía y sincronía

### Centros de investigación lingüística
- CELIA Centre d'Études des Langues Indigènes d'Amérique
- CUSC - Centre Universitari de Sociolingüística i Comunicació, Universidad de Barcelona, http://www.ub.edu/cusc
- ILA Instituto de Lingüística Aplicada - Universidad de Cádiz
- PROEL Promotora Española de lingüística
- SIL Summer Institute of Linguistics
- CLiC-Centre de Llenguatge i Computació, Universidad de Barcelona
- Escuela Lingüística de Valparaíso
- Child Language and Literacy Lab
- Instituto Nacional de Lenguas Indígenas, Gobierno de México.

### Lingüistas destacados
- Willem Adelaar
- John L. Austin
- Charles Bally
- Andrés Bello
- Émile Benveniste
- Leonard Bloomfield
- Franz Bopp
- Ignacio Bosque
- Salvador Gutiérrez Ordóñez
- Francisco Marcos Marín
- Pedro Martín Butragueño
- Lyle Campbell
- Rodolfo Cerrón Palomino
- Eugen Coșeriu
- Noam Chomsky
- Violeta Demonte
- Lucien Tesnière
- Robert M. W. Dixon
- John Rupert Firth
- Joseph Greenberg
- Jacob Grimm y Wilhelm Grimm
- Claude Hagège
- Michael Halliday
- Henk Haverkate
- Louis Hjelmslev
- Roman Jakobson
- William Labov
- George Lakoff
- Čestmír Loukotka
- André Martinet
- Alfredo Matus Olivier
- Igor Mel'čuk
- José G. Moreno de Alba
- Merritt Ruhlen
- Edward Sapir
- Ferdinand de Saussure
- Sergéi Stárostin
- John Sinclair
- Morris Swadesh
- Alfredo Torero
- Nikolái Trubetskói
- Robert van Valin
- Concepción Company Company
- Teun van Dijk
- Viktor Vinográdov

## Lenguas del mundo

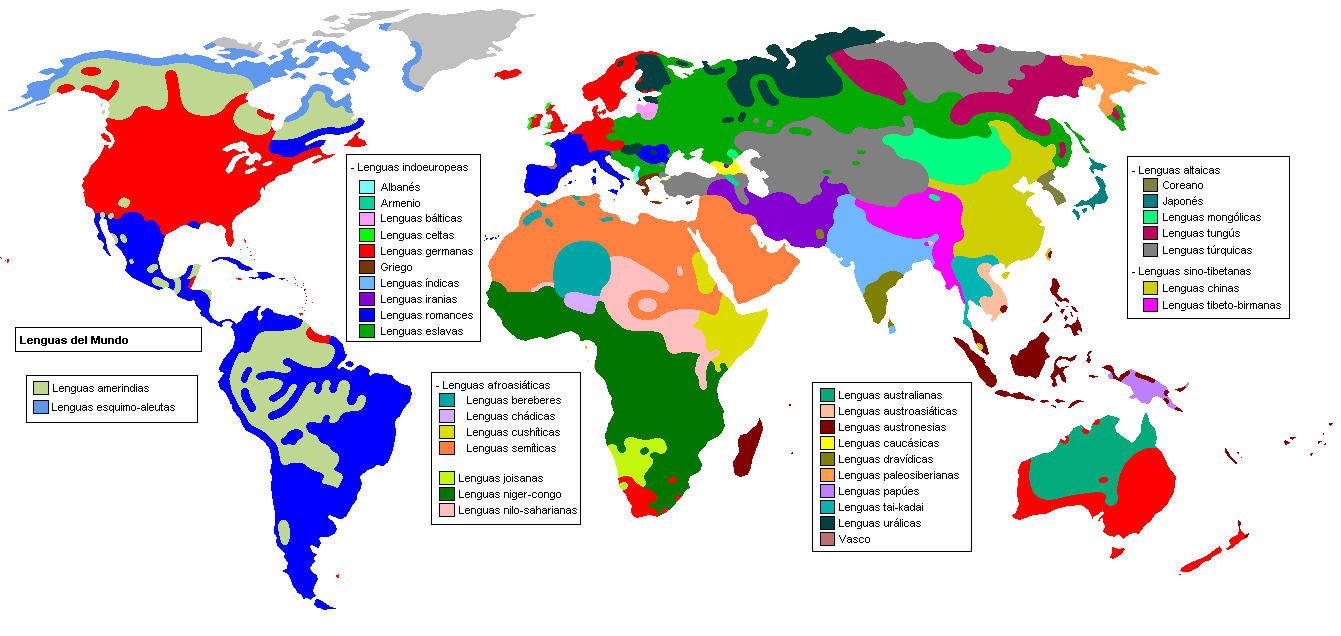
Familias de lenguas en el mundo.

Se conocen alrededor de unas 6000 lenguas, aunque el número de lenguas actualmente habladas es difícil de precisar debido a varios factores:
- En primer lugar, no existe un criterio universal que permita decidir si dos hablas con cierto grado de inteligibilidad mutua deben considerarse dialectos de un mismo idioma histórico o dos lenguas diferentes.
- En segundo lugar, existen áreas del planeta insuficientemente estudiadas como para precisar si los grupos humanos presentes en ellas hablan realmente la misma o mismas lenguas que otros grupos humanos más conocidos. Esto se aplica especialmente a Nueva Guinea; ciertas áreas del Amazonas, donde existe constancia de más de 40 tribus no contactadas; el sureste del Tíbet, oeste de Nepal y norte de Birmania y una de las islas Andamán.
- En tercer lugar, de tanto en tanto se descubren hablantes de alguna lengua que se presuponía extinta, y que son capaces de emplearla en su vida cotidiana.

A pesar del elevado número de lenguas mutuamente ininteligibles, la lingüística histórica ha podido establecer que todas esas lenguas se pueden agrupar en un número mucho más reducido de familias de lenguas, ya que cada una de estas lenguas deriva de una protolengua o lengua madre de la familia. Ese hecho sirve habitualmente de base para la clasificación filogenética de las lenguas del mundo. Además de ese tipo de clasificación, también se pueden hacer diversos tipos de clasificación tipológica, referidas al tipo de estructuras presentes en una lengua más que a su origen histórico o su parentesco con otras lenguas.

### Lista de familias y lenguas del mundo
- Listado de idiomas: lenguas del mundo organizadas por orden alfabético.
- Familias de lenguas: clasificación filogenética de las lenguas, de acuerdo con su relación genética y origen histórico.
- Anexo:Mapas lingüísticos nacionales: listado por orden alfabético de distintos países en el que se tiene acceso a la descripción de diversas lenguas habladas en cada país.
- ISO 639: códigos para lenguas y grupos o familias de lenguas.

### Distribución geográfica

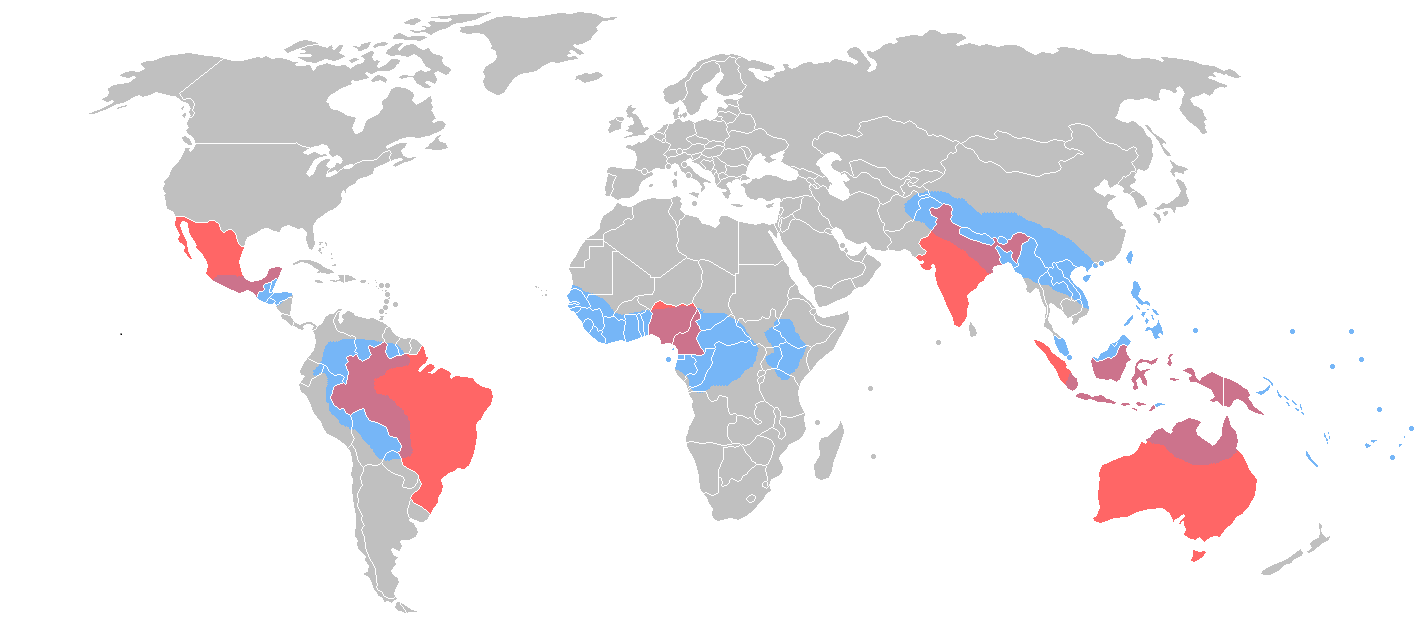
En rojo los 8 países más diversos lingüísticamente, más del 50 % de las lenguas del mundo se hablan en ellos. En azul las regiones geográficas de mayor diversidad lingüística del planeta.

La distribución de las lenguas por continentes es muy desigual. Asia y África tienen cerca de 1900 lenguas cada uno, esto representa un 32 % de la diversidad lingüística total del planeta. Por el contrario, Europa tiene solo un 3 % de las lenguas del planeta, siendo el continente con menor diversidad lingüística. En América existen alrededor de 900 lenguas indígenas (15 % de las lenguas del planeta) y en Oceanía y las regiones adyacentes unas 1100 (18 %).
La región lingüísticamente más diversa del planeta es Nueva Guinea y la menos diversa es Europa. En la primera región hasta el siglo XX no existió ninguna entidad estatal, mientras que en Europa la existencia desde antiguo de grandes estados, restringió la diversidad cultural, produciéndose un efecto uniformizador muy importante en cuanto a la diversidad lingüística.

### Lenguas por número de hablantes
Las lenguas del mundo presentan una gran dispersión en cuanto al número de hablantes. De hecho, unas pocas lenguas mayoritarias concentran la mayoría de hablantes de la población mundial. Así, las 20 lenguas más habladas, que suponen alrededor de un 0,3 % de las lenguas del mundo, concentran casi el 50 % de la población mundial, en número de hablantes; mientras que el 10 % de las lenguas menos habladas apenas concentran al 0,10 % de la población mundial. Y aunque el número medio de hablantes de una lengua terrestre está en torno a un millón, el 95,2 % de las lenguas del mundo tienen menos de un millón de hablantes. Esto significa que las lenguas más habladas acumulan un número de hablantes desproporcionadamente alto y por eso la media anterior es engañosa respecto a la distribución. Las lenguas con pocos hablantes pueden estar en peligro de extinción, aunque no necesariamente, ya que el factor clave para la desaparición de una lengua suele ser la presencia de sustitución lingüística.